# Rothmannia annae
Rothmannia annae là một loài thực vật thuộc họ Rubiaceae. Đây là loài đặc hữu của Seychelles. Chúng hiện đang bị đe dọa vì mất môi trường sống.

## Hình ảnh

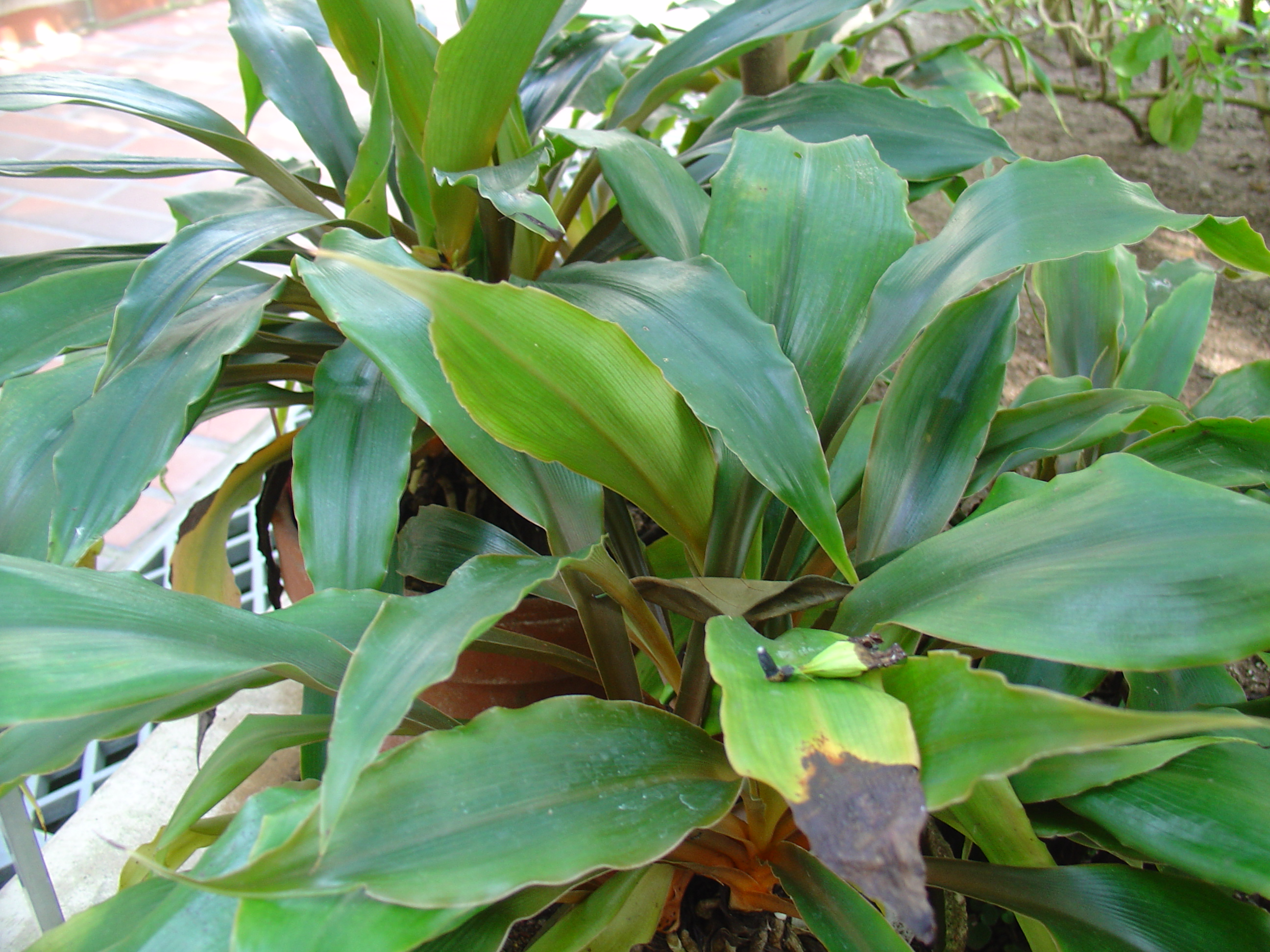